# Ralph McKittrick
Ralph McKittrick (17. august 1877 i St. Louis - 4. maj 1923 smst) var en amerikansk golfspiller og tennisspiller som deltog i OL 1904 i St. Louis.
McKittrick vandt en sølvmedalje i golf under OL 1904 i St. Louis. Han var med på det amerikanske hold Trans Mississippi Golf Association som kom på en andenplads i holdkonkurrencen i golf bag et andet amerikansk hold.